# Étienne Gilson
Pour les articles homonymes, voir Gilson.
Étienne Gilson, né le 13 juin 1884 à Paris (7e arrondissement) et mort le 19 septembre 1978 à Auxerre (Yonne), est un philosophe et historien français.
Il fut notamment professeur à Lille, à Strasbourg, à la Sorbonne, à Harvard, à Toronto, à l'École pratique des hautes études (EPHE), au Collège de France et membre de l'Académie française. Il est également Grand officier de la Légion d'honneur et possède la Croix de guerre 1914-1918.
Spécialiste en histoire de la philosophie médiévale, ses ouvrages sont des apports majeurs dans l'analyse historique de la philosophie. Sur le terrain proprement dit de la philosophie, il défend le réalisme philosophique en s'appuyant sur l'œuvre de Thomas d'Aquin.

## Biographie

### Jeunesse et études
Issu d'une famille bourguignonne par sa mère et melunaise par son père, Étienne-Henry est le fils de négociants établis à Paris, avenue de la Motte-Picquet (7e arrondissement), Paul Gilson et Caroline Rainaud. La fratrie compte quatre garçons.
Il fait ses études au petit séminaire de Notre-Dame-des-Champs, puis au lycée Henri-IV. Après avoir effectué son service militaire, il entreprend des études de philosophie et suit à la Sorbonne les cours de Victor Delbos, de Durkheim et de Lévy-Bruhl — le disciple d'Auguste Comte — qui lui fait lire saint Thomas d'Aquin, et au Collège de France ceux de Bergson. Il est reçu sixième à l'agrégation de philosophie en 1907.
Il se marie en 1908 l'année suivante avec Thérèse Ravisé (1885-1949). 
En 1913, il soutient à la Sorbonne sa thèse de doctorat sur La Liberté chez Descartes et la théologie.

### Parcours professionnel
Il enseigne après avoir été reçu à l'agrégation dans les lycées de Bourg-en-Bresse, Rochefort, Tours, Saint-Quentin et Angers. Après l'obtention de son doctorat, il est nommé maître de conférences de philosophie à la faculté de lettres de Lille.
Sa carrière académique est interrompue par la Première Guerre mondiale. Il est mobilisé avec le grade de sergent, est envoyé au front et prend part à la bataille de Verdun — il est alors sous-lieutenant. Or, il peut y continuer ses études, grâce aux livres de philosophie, envoyés par Victor Delbos. Il est capturé en février 1916 et passe deux années en captivité. Il met à profit cette inactivité forcée pour explorer de nouveaux champs d'études, en particulier la langue russe et les œuvres de saint Bonaventure. Il recevra la Croix de Guerre 1914-1918.
Étienne Gilson enseigne l'histoire de la philosophie médiévale de 1921 à 1932 à la Sorbonne, où il a auparavant fait ses études, avant d'occuper la chaire d'histoire de la philosophie médiévale au Collège de France, de 1932 à 1950. Parallèlement, il assure à la Ve section de l'École pratique des hautes études (EPHE) la direction d'étude d'histoire des doctrines et des dogmes. Il fonde en 1926 avec Gabriel Théry les Archives d'Histoire Doctrinale et Littéraire du Moyen Âge (AHDLMA).
En 1929, il joue un rôle central dans la fondation de l'Institut pontifical d'études médiévales de Toronto au Canada, avec des Pères basiliens.
Après la Seconde Guerre mondiale, il enseigne la philosophie chrétienne à l'Institut d'études politiques de Paris, aux côtés d'André Latreille et Gabriel Le Bras.
Bien qu'étant à l'origine spécialiste d'histoire de la philosophie, il est également l'un des leaders du mouvement néothomiste catholique romain. Sa rencontre avec le libraire Joseph Vrin est à l'origine de la création des éditions Vrin. Il collabore à des revues comme La Vie intellectuelle ou Sept dont il rédige le manifeste.
Docteur honoris causa de plusieurs universités et membre d’académies étrangères, il est élu membre de l'Académie française le 24 octobre 1946, en même temps que Maurice Genevoix ; il y remplace Abel Hermant, toujours en vie mais radié de l'Académie pour faits de collaboration. Ainsi, quand il est reçu le 29 mai 1947 par Louis Pasteur Vallery-Radot, il ne prononce pas dans son discours l'hommage de son prédécesseur. Néanmoins, sans le nommer expressément, il lui rend un hommage appuyé en finissant son discours par des considérations sur la langue française et les services éminents rendus par ceux qui eurent à cœur de la servir : « À ceux qui ont beaucoup aimé notre langue, pardonnons, Messieurs, à la mesure même de leur amour ».
Il est l'un des conseillers techniques de la délégation française à la Conférence de San Francisco (du 25 avril au 26 juin 1945) instituant les Nations unies. Parmi ses principales attributions figurait la difficile tâche de traduire en français le texte de la Charte des Nations unies. Il est ensuite envoyé comme délégué à Londres (du 1er au 16 novembre 1945) à la Conférence des Nations unies pour l'établissement d'une organisation pour l'éducation et la culture (ECO/CONF) qui donnera naissance à l'UNESCO.

### Parcours politique
Il sera brièvement conseiller de la République (du 28 mars 1947 au 7 novembre 1948). Sur l'échiquier politique, il est proche du MRP. Il participera aux premiers congrès du Mouvement européen (Congrès de La Haye, 1948 ; Lausanne, 1949).
En 1950, à la suite d'une violente campagne de presse menée contre lui, notamment à la suite de la parution, dans le journal Le Monde, d'un article contre l'Alliance atlantique, il rejoint l'Institut pontifical d'études médiévales de Toronto. Il y professera des cours jusqu'en 1973 et y laissera sa bibliothèque.
Il meurt le 19 septembre 1978, à Auxerre, doyen d'âge de l'Académie française.

## Œuvre
L'Être et l'essence est l'essai par lequel Gilson s'impose comme un véritable philosophe et pas seulement comme un spécialiste de philosophie médiévale. Publié à une époque où Heidegger et l'existentialisme chrétien combattent l'essentialisme supposé de toute la tradition occidentale, Gilson recentre le débat sur la primauté de la notion d'être et l'originalité de la contribution thomiste à ce sujet. Posant dès le départ que « tous les échecs de la métaphysique viennent de ce que les métaphysiciens ont substitué à l'être comme premier principe de leur science, l'un des aspects particuliers de l'être étudiés par les diverses sciences de la nature », Gilson analyse le thomisme de manière historique. Pour Gilson, le thomisme ne s'identifie pas à la scolastique, mais se construit plutôt contre elle. Gilson a décelé un déclin de la philosophie en une science qui annoncerait le renoncement de l'homme à son droit de juger et de régler la nature, l'homme n'étant plus qu'une simple partie de la nature : feu vert serait alors donné selon lui aux entreprises les plus inconséquentes et les plus désastreuses en matière de société dont seraient victimes les hommes et les institutions humaines. Contre les systèmes philosophiques, Gilson était convaincu que le retour en grâce de la philosophie de Thomas d'Aquin pouvait permettre de sortir de cette zone dangereuse.
Gilson a été un écrivain très prolifique, et ses nombreux écrits d'histoire de la philosophie, essentiellement médiévale, sont beaucoup lus et discutés. Il est universellement reconnu comme un maître dans l'histoire de la pensée médiévale.

## Philosophie chrétienne
Dans les années 1930, un débat confronte opposants (en France, Brunschvicg et Bréhier) et partisans (Maritain et Gilson) de la philosophie chrétienne. Au sein de ce débat, Gilson se demande si l'expression philosophie chrétienne n'est pas contradictoire en elle-même et si religion et philosophie ne s'opposent pas irréductiblement. Constatant que s'« il n'y a pas de raison chrétienne, il peut y avoir un exercice chrétien de la raison », il montre que les problèmes de l'existence de Dieu, de la création du monde ex nihilo, de l'immortalité de l'âme ou du libre arbitre sont entrés dans la philosophie grâce au christianisme. Il en déduit que l'influence durable du christianisme sur la philosophie est une réalité. Mais l'existence d'une philosophie chrétienne en fait, ne la justifie pas en droit. Or, comme pour le chrétien, « la raison seule ne suffit pas à la raison », le propre de la philosophie chrétienne consiste donc à transformer la vérité crue en vérité sue. Selon Gilson, « le contenu de la philosophie chrétienne est donc le corps des vérités rationnelles qui ont été découvertes, approfondies ou simplement sauvegardées grâce à l'aide que la révélation a apportée à la raison ».
Après la rédaction de L'Être et l'essence (1948), Gilson accentue son identification de la philosophie chrétienne avec le thomisme et l'explicite dans l'Introduction à la philosophie chrétienne : « Par “philosophie chrétienne”, on entendra la manière de philosopher que le pape Léon XIII a décrite sous ce titre dans l'encyclique “Æterni Patris” et dont il a donné pour modèle la doctrine de saint Thomas d'Aquin ». À cette époque (1960), le débat sur l'existence d'une philosophie chrétienne n'est plus d'actualité.

## Publications
- Index scolastico-cartésien, Paris, Vrin, 1960 (1re éd. 1912), 412 p. (ISBN 978-2-7116-0299-5, lire en ligne)
- La Liberté chez Descartes et la Théologie, Paris, Vrin, 1987 (1re éd. 1913), 412 p. (ISBN 978-2-7116-0796-9)
- Le Thomisme : Introduction à la philosophie de Saint Thomas d’Aquin, Paris, Vrin, 1964, 6e éd. (1re éd. 1919), 480 p. (ISBN 978-2-7116-0297-1, lire en ligne)

- Études de philosophie médiévale, Université de Strasbourg, 1921.
- La philosophie au Moyen Âge, vol.I : de Scot Erigène à saint Bonaventure, Payot, 1922.
- La philosophie au Moyen Âge, vol.II : de saint Thomas d’Aquin à Guillaume d’Occam, Payot, 1922.
- La philosophie de saint Bonaventure, Vrin, 1924.
- René Descartes. Discours de la méthode, texte et commentaire, Vrin, 1925.
- Saint Thomas d’Aquin, Gabalda, 1925.
- Introduction à l’étude de saint Augustin, Paris, J. Vrin, 1929. (Études de philosophie médiévale ; 11).  (ISBN 2-7116-2027-1).
- Études sur le rôle de la pensée médiévale dans la formation du système cartésien, Vrin, 1930,  (ISBN 2-7116-0285-0).
- L’esprit de la philosophie médiévale, Vrin, 1932. Rééd. Vrin, 1998,  (ISBN 2711602834).
- Des idées et des lettres, Paris, Vrin, 1932, 298 p. (ISBN 978-2-7116-8082-5)
- Pour un ordre catholique (préf. Thierry-Dominique Humbrecht), Paris, Parole et Silence, 2013 (1re éd. 1935), 216 p. (ISBN 978-2-88918-195-7)
- La théologie mystique de saint Bernard, Paris, Vrin, 1934, 254 p. (ISBN 978-2-7116-0296-4)
- Le réalisme méthodique : 1re édition, 1935, Paris, Pierre Téqui, 1935, 121 p. (ISBN 978-2-7403-1366-4)
- Christianisme et philosophie, Paris, Vrin, 1936, 170 p. (ISBN 978-2-7116-0278-0)
- (en) The Unity of Philosophical Experience, New York, Scribner's sons, 1937, 331 p. (ISBN 978-0-89870-748-9)
  - L'unité de l'expérience philosophique : la tentative médiévale, la tentative cartésienne, la tentative moderne (trad. de l'anglais par Abbaye Notre-Dame de Fontgombault, préf. Rémi Brague), Fontgombault, Association Petrus a Stella, 2016, 332 p. (ISBN 978-2-910769-37-6)
- Héloïse et Abélard, Paris, Vrin, 1938, 216 p. (ISBN 978-2-7116-0286-5, lire en ligne)
- Dante et la philosophie, Paris, Vrin, 1939, 354 p. (ISBN 978-2-7116-0279-7)
- Réalisme thomiste et critique de la connaissance, Paris, Vrin, 1939, 242 p. (ISBN 978-2-7116-0798-3)
- (en) God and Philosophy, Yale, Yale University Press, 1960, 182 p. (ISBN 978-0-300-09299-8, lire en ligne)
  - Dieu et la philosophie (trad. Abbaye Notre-Dame de Fontgombault, préf. Rémi Brague), Fontgombault, Association Petrus a Stella, 2013, 129 p. (ISBN 978-2-910769-30-7)
- Théologie et histoire de la spiritualité, Vrin, 1943.
- Notre démocratie, S.E.R.P., 1947.
- L’Être et l’essence, Vrin, 1948,  (ISBN 2-7116-0284-2).
- (en) Being and Some Philosophers, Toronto, Pontifical Institute of Mediaeval Studies, 1949.
- Saint Bernard, textes choisis et présentés, Plon, 1949.
- (en) The Terrors of the Year Two Thousand, Toronto, St. Michael's College, 1949.
- L’École des Muses, Vrin, 1951.
- Jean Duns Scot, introduction à ses positions fondamentales, Vrin, 1952.
- Les Métamorphoses de la cité de Dieu, Vrin, 1952,  (ISBN 2-7116-1740-8).
- (en) History of Christian Philosophy in the Middle Ages, Toronto, Pontifical Institute of Mediaeval Studies, 1955.
- Peinture et réalité, Vrin, 1958,  (ISBN 2-7116-0290-7).
- Le philosophe et la théologie, Fayard, 1960,  (ISBN 2-7116-1741-6)
- Introduction à la philosophie chrétienne, Vrin, 1960. Rééd. Vrin, 2007,  (ISBN 2-7116-1922-2).
- (en) Elements of Christian Philosophy, New York, Doubleday & Company, Inc., 1960, 860 p. (ISBN 978-0-313-20734-1)
  - Éléments de philosophie chrétienne (trad. de l'anglais par Abbaye Notre-Dame de Fontgombault, préf. Rémi Brague), Fontgombault, Association Petrus a Stella, 2018, 540 p. (ISBN 978-2-910769-50-5)
- La paix de la sagesse, Aquinas, 1960.
- Trois leçons sur le problème de l’existence de Dieu, Divinitas, 1961.
- L’Être et Dieu, Revue thomiste, 1962.
- (en) Recent Philosophy. Hegel to Present, (avec Thomas Langan, Armand A. Maurer), Random House Inc., 1962, 1966
- Introduction aux arts du Beau, Vrin, 1963.
- Matières et formes, Vrin, 1965.
- Les tribulations de Sophie, Vrin, 1967.
- La société de masse et sa culture, Vrin, 1967.
- Hommage à Bergson, Vrin, 1967.
- Linguistique et philosophie, Vrin, 1969,  (ISBN 2-7116-2032-8).
- D’Aristote à Darwin et retour, Vrin, 1971.
- Dante et Béatrice, études dantesques, Vrin, 1974.
- Saint Thomas moraliste, Vrin, 1974.
- Pourquoi Saint Thomas a critiqué saint Augustin, Paris, Vrin, 1986 (1re éd. 1926), 200 p. (ISBN 978-2-7116-8084-9, lire en ligne)
- Constantes philosophiques de l'être, Paris, Vrin, 1983, postface J.-F. Courtine.
- Le Christ maître, Vrin, 1990,  (ISBN 2-7116-1026-8).
- L’athéisme difficile (préf. Thierry-Dominique Humbrecht), Paris, Vrin, 2014 (1re éd. 1979), 180 p. (ISBN 978-2-7116-2545-1)
- L’esprit du thomisme (trad. de l'anglais par Abbaye Notre-Dame de Fontgombault), Fontgombault, Petrus a stella, 2024, 126 p. (ISBN 978-2-910769-64-2)

## Distinctions
- Croix de guerre 1914-1918
- Grand officier de la Légion d'honneur
  -  Officier de la Légion d'honneur (1949)
    -  Chevalier de la Légion d'honneur (1939).

### Récompense
- Membre de l'Académie française (1947).